# ژرف‌آب
ژرفاب (انگلیسی: Deep Water) رمانی از پاتریشا های‌اسمیت است که توسط انتشارات هارپر منتشر شد.